# 毛叶耳蕨
毛叶耳蕨（学名：Polystichum mollissimum）为鳞毛蕨科耳蕨属下的一个种。

## 扩展阅读
- 維基物種上的相關：毛叶耳蕨